# Sphaerodactylus corticola
Sphaerodactylus corticola е вид влечуго от семейство Sphaerodactylidae. Видът не е застрашен от изчезване.

## Разпространение и местообитание
Разпространен е в Бахамските острови.
Обитава пещери, крайбрежия, плажове и плантации.